# Фийер
Фийе́р (фр. Fillières) — коммуна во французском департаменте Мёрт и Мозель региона Лотарингия. Относится к  кантону Вильрюп.	

## География
Фийер расположен в 40 км к северо-западу от Меца. Соседние коммуны: Бреэн-ла-Виль на северо-востоке, Эррувиль и Серрувиль на востоке, Мерси-ле-О на юге, Жоппекур на юго-западе.

## История
Во время Первой мировой войны в августе 1914 года здесь произошла кровопролитная битва, в которой погибло 800 французских солдат.

## Демография
Население коммуны на 2010 год составляло 479 человек.
| 1962 | 1968 | 1975 | 1982 | 1990 | 1999 | 2010 |
| ---- | ---- | ---- | ---- | ---- | ---- | ---- |
| 516  | 452  | 427  | 395  | 384  | 395  | 479  |

## Галерея

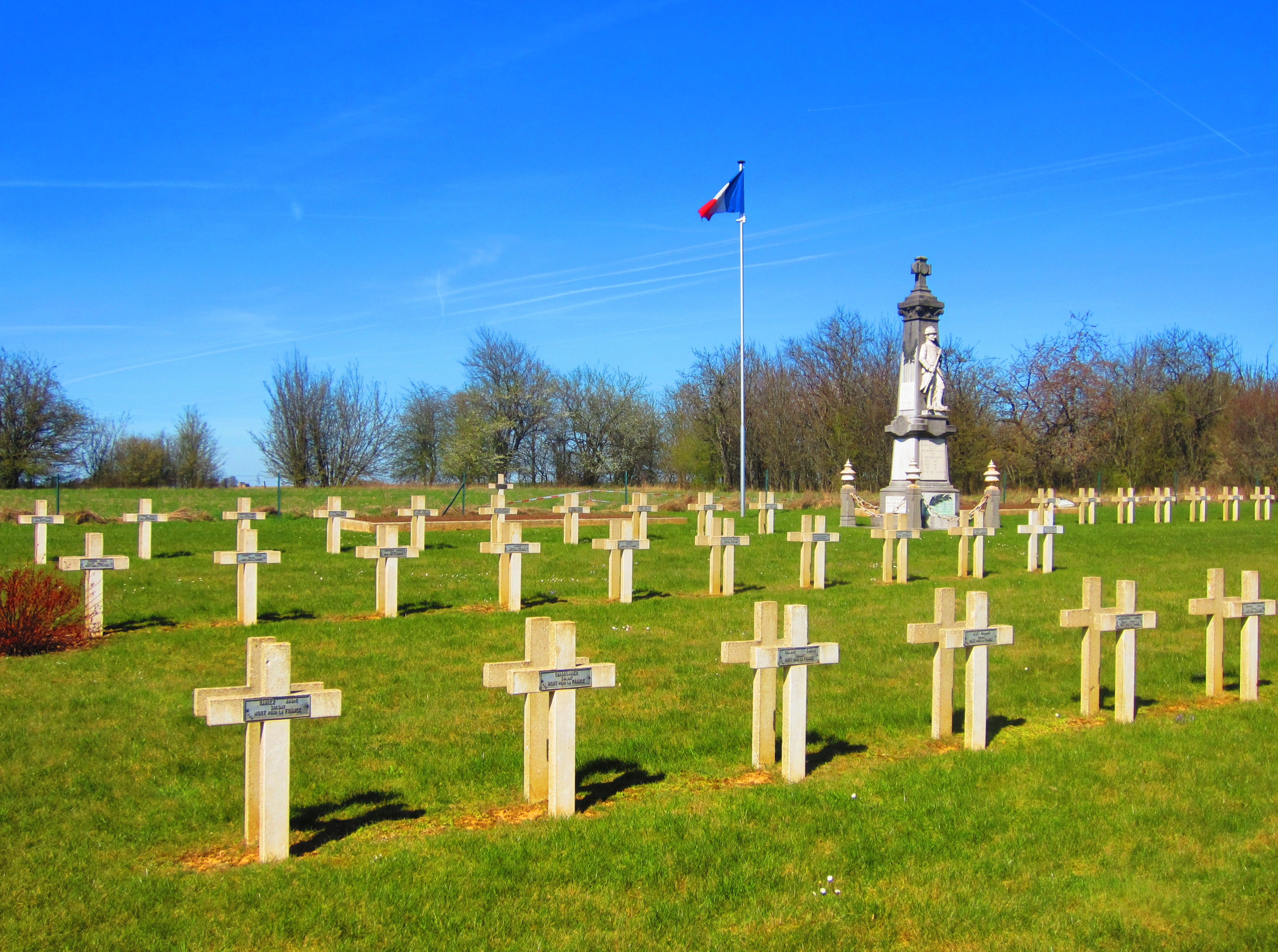
Французское военное кладбище.
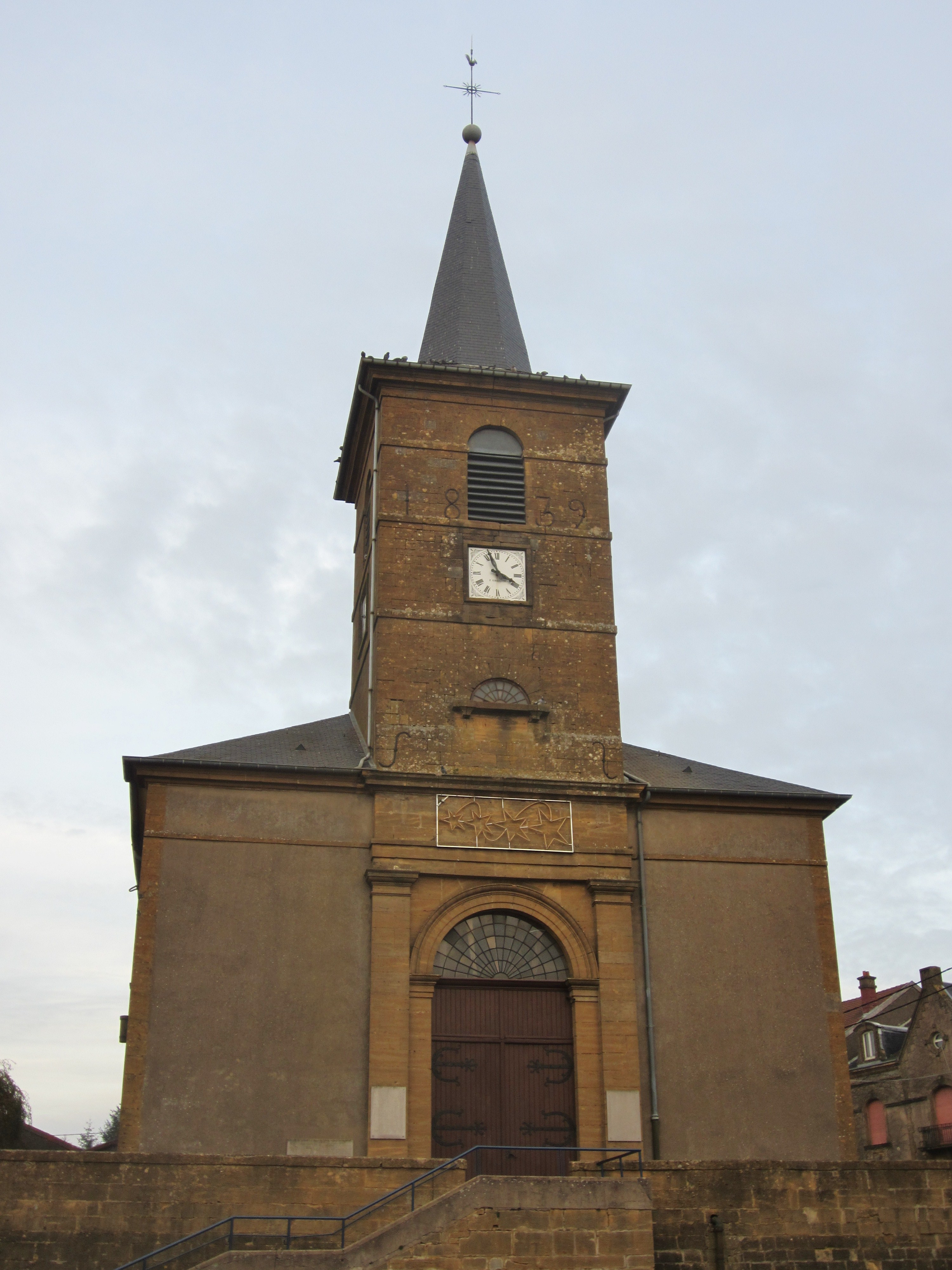
Церковь Сен-Мориса в Фийере.
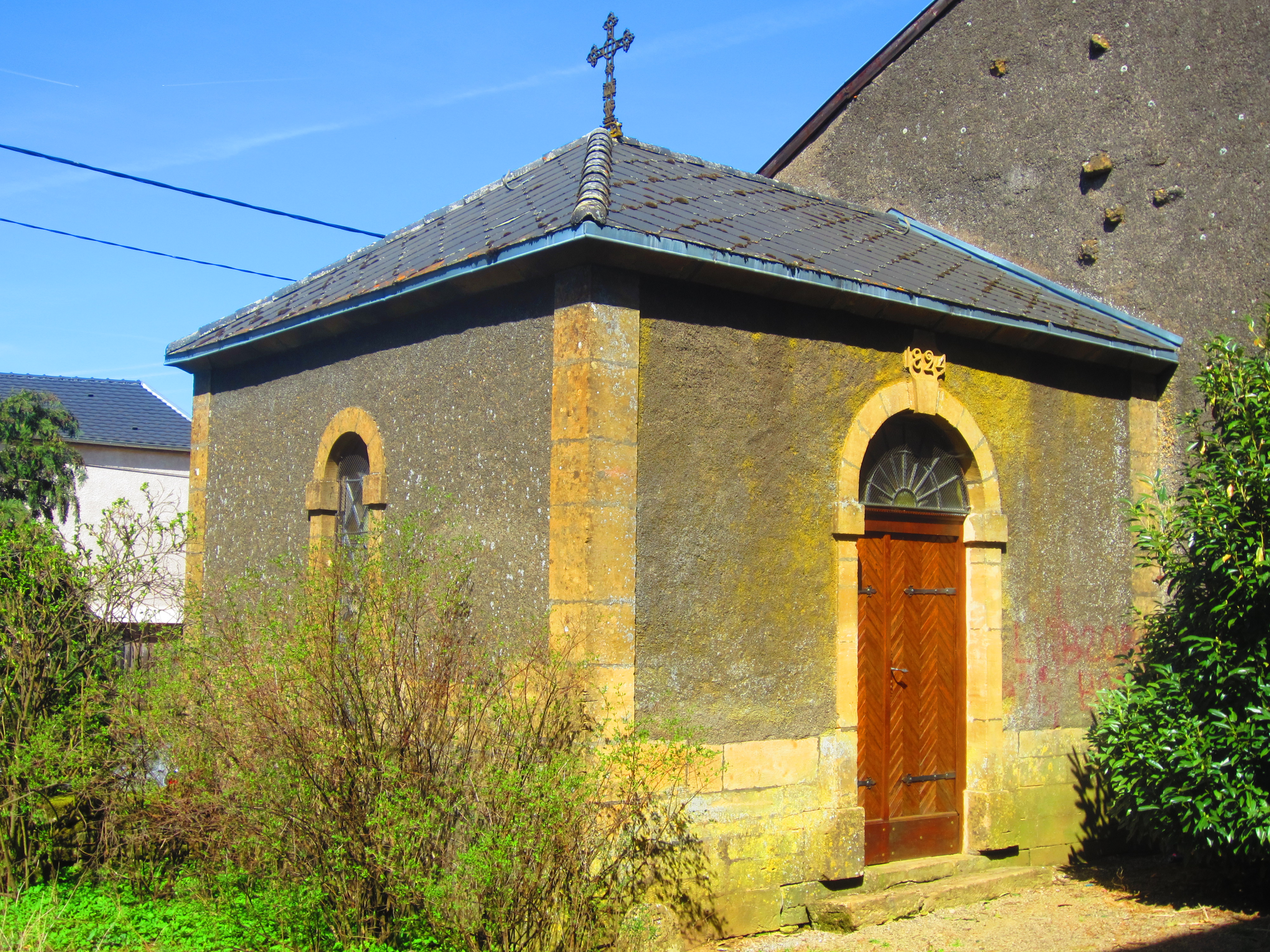
Часовня.